# Station Quakers Yard
Quakers Yard is een spoorwegstation van National Rail in Merthyr Tydfil in Wales. Het station is eigendom van Network Rail en wordt beheerd door Transport for Wales.